# Јонешти (Арђеш)
Јонешти (рум. Ionești) насеље је у Румунији у округу Арђеш у општини Бузоешти. Oпштина се налази на надморској висини од 208 m.

## Становништво
Према подацима из 2002. године у насељу је живело 744 становника, од којих су сви румунске националности.